# Fiume dei Profumi
Il Fiume dei Profumi (sông Hương in vietnamita, rivière des Parfums in francese) è un fiume costiero del Vietnam che attraversa l'antica città di Huế prima di gettarsi nel Mar Cinese Meridionale. In autunno i fiori dei frutteti che circondano le rive del fiume a monte di Huế cadono nelle sue acque dandogli l'aroma da cui deriva il nome stesso del corso d'acqua.

## Galleria d'immagini

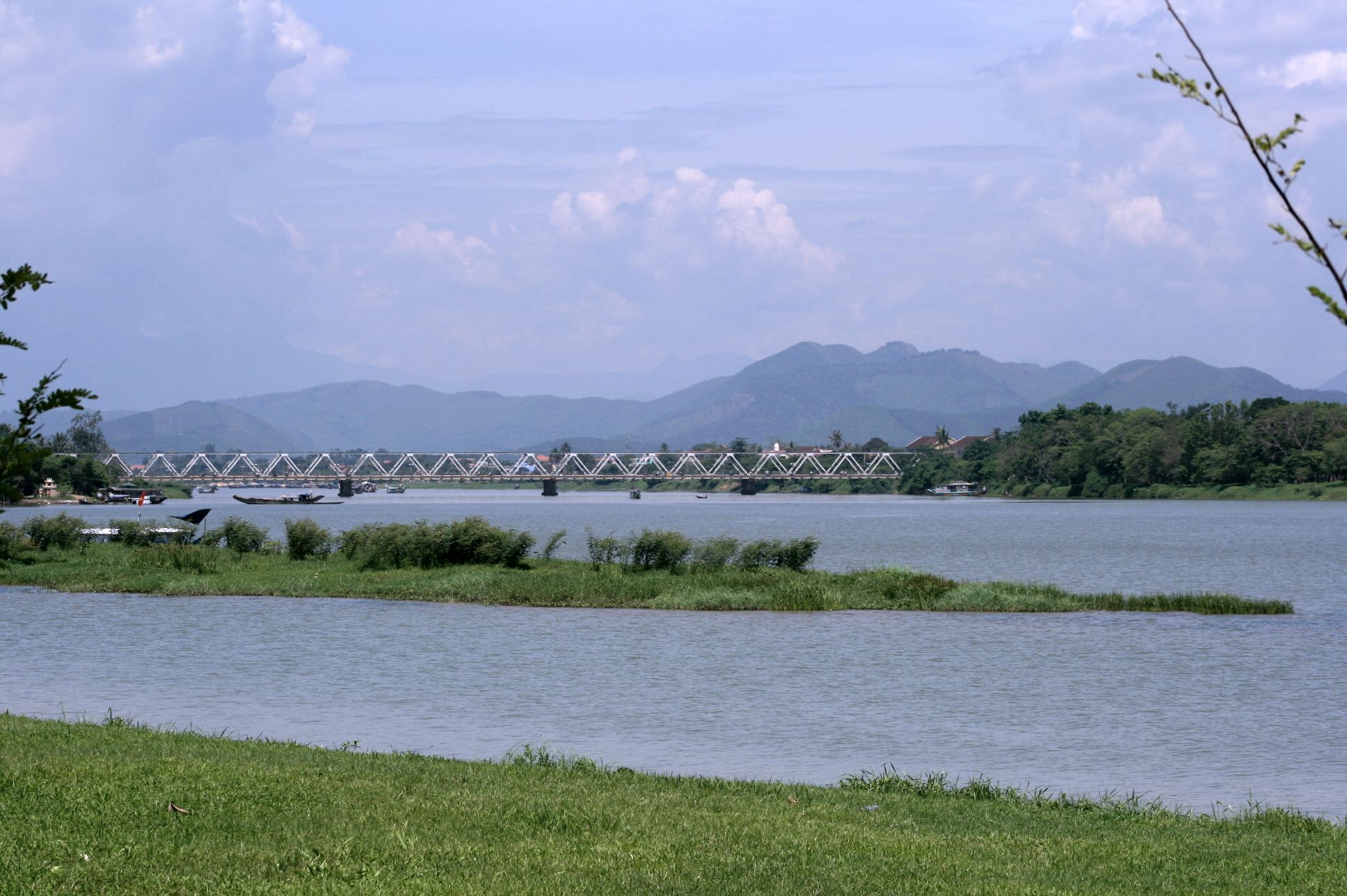
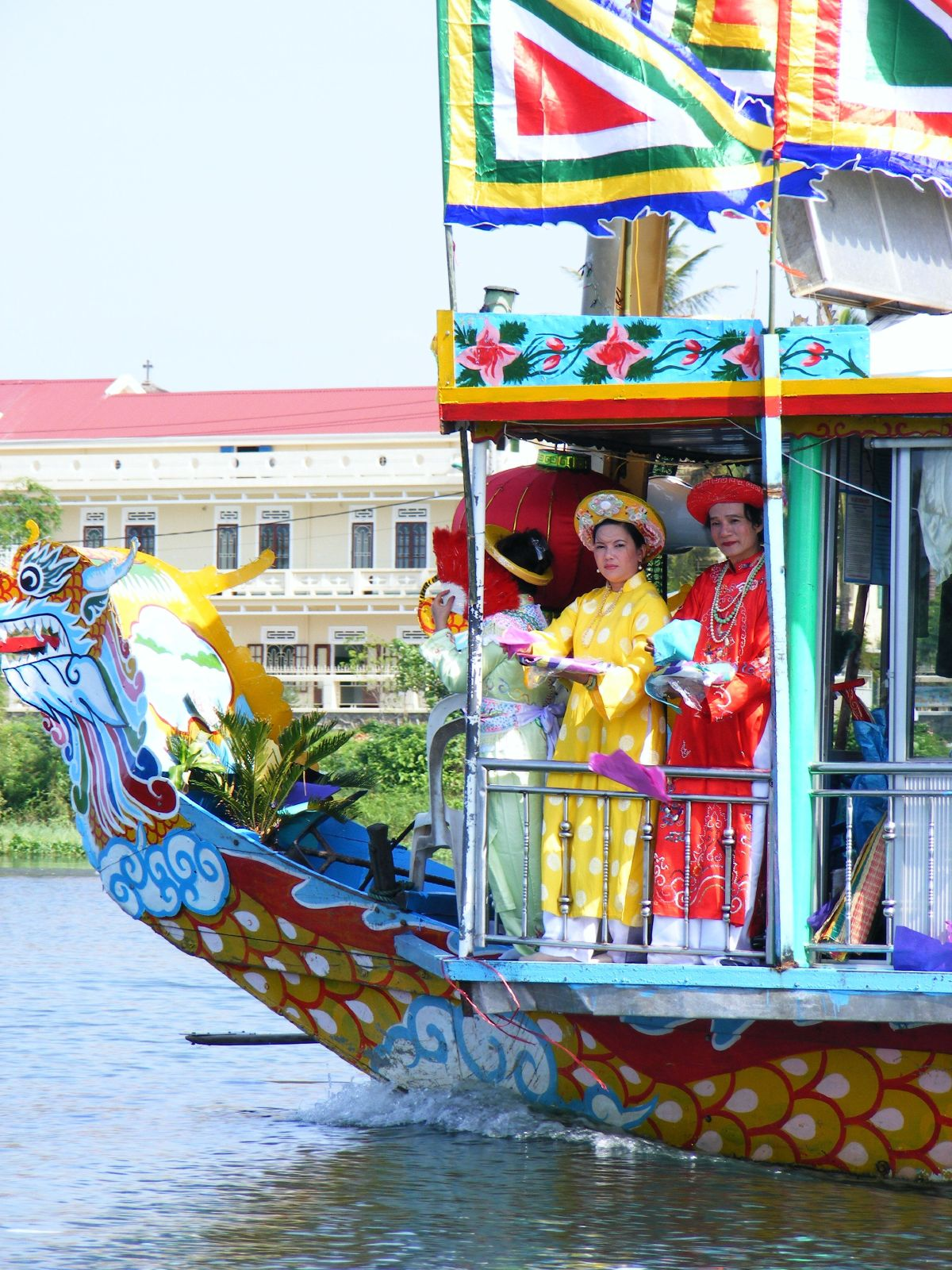
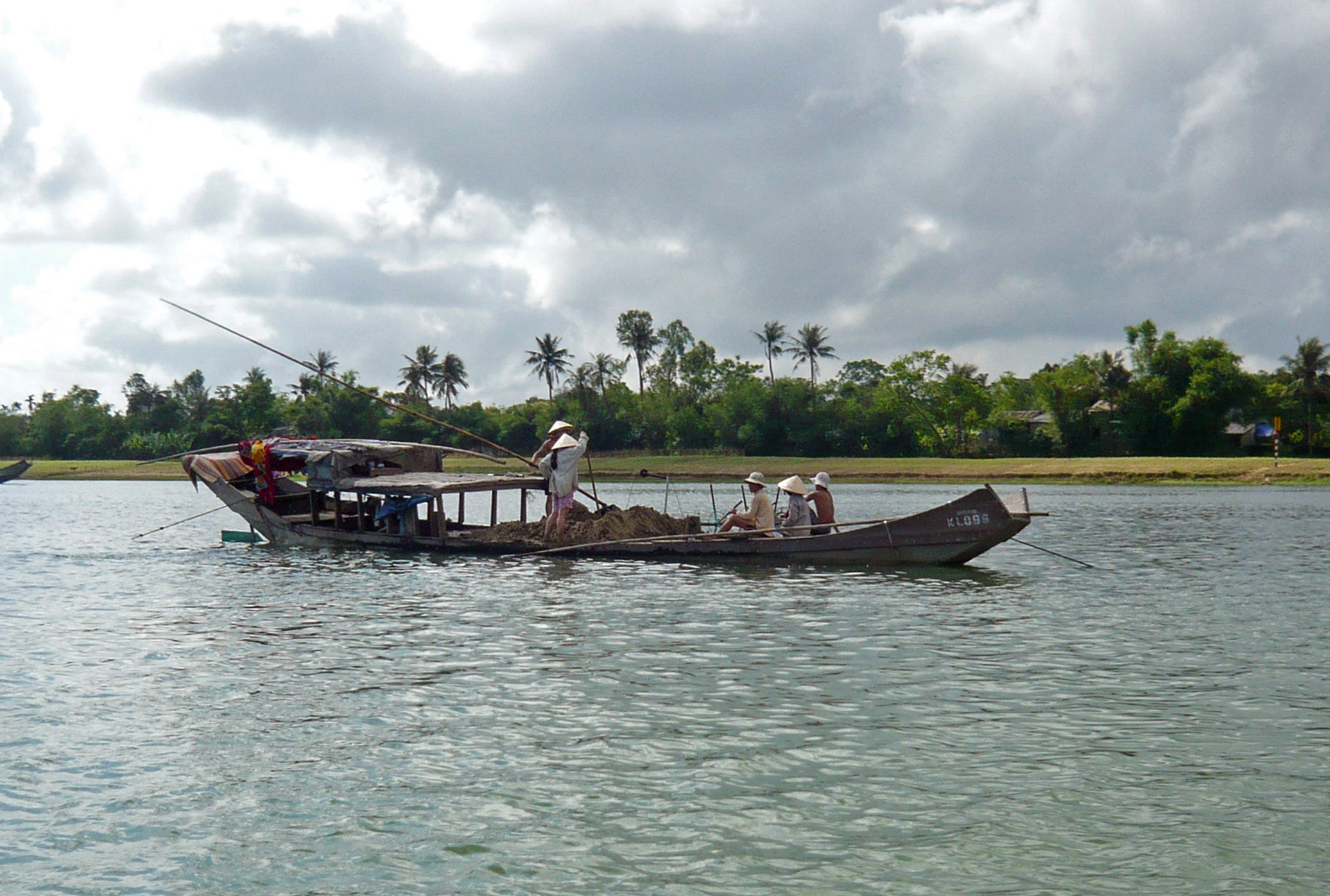
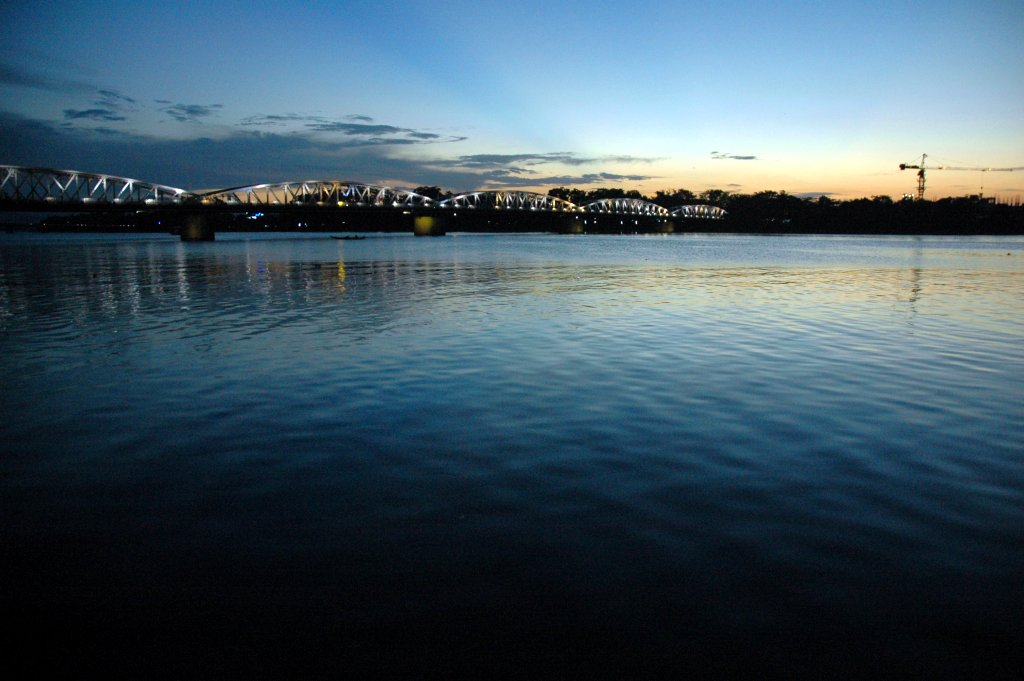
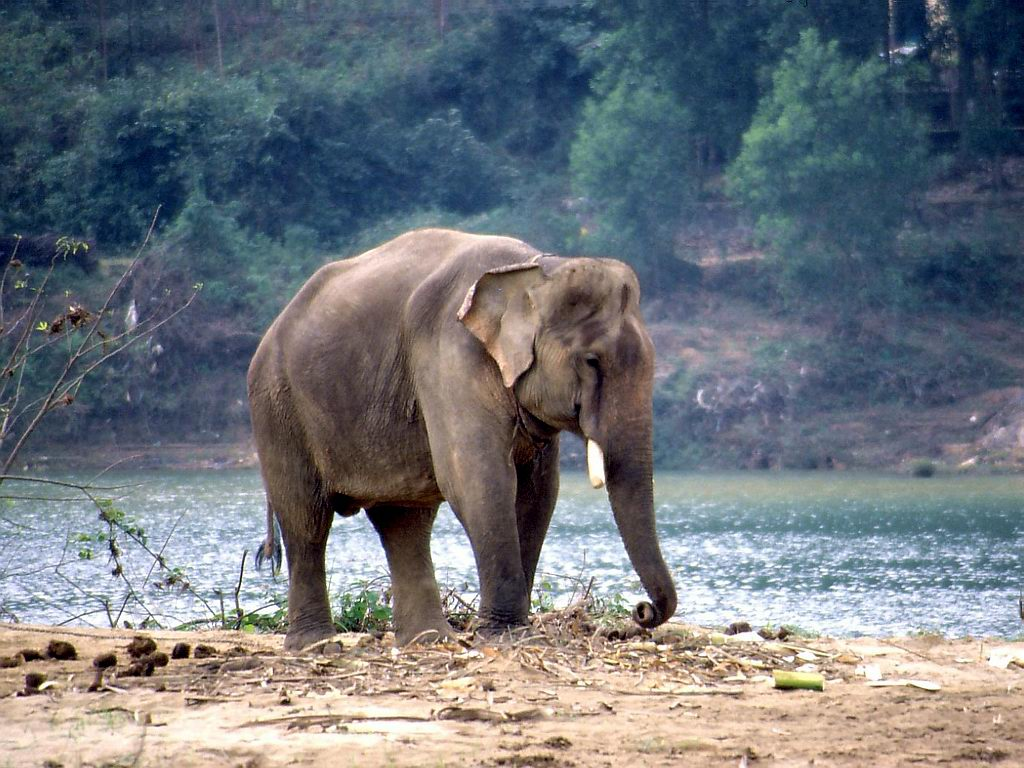
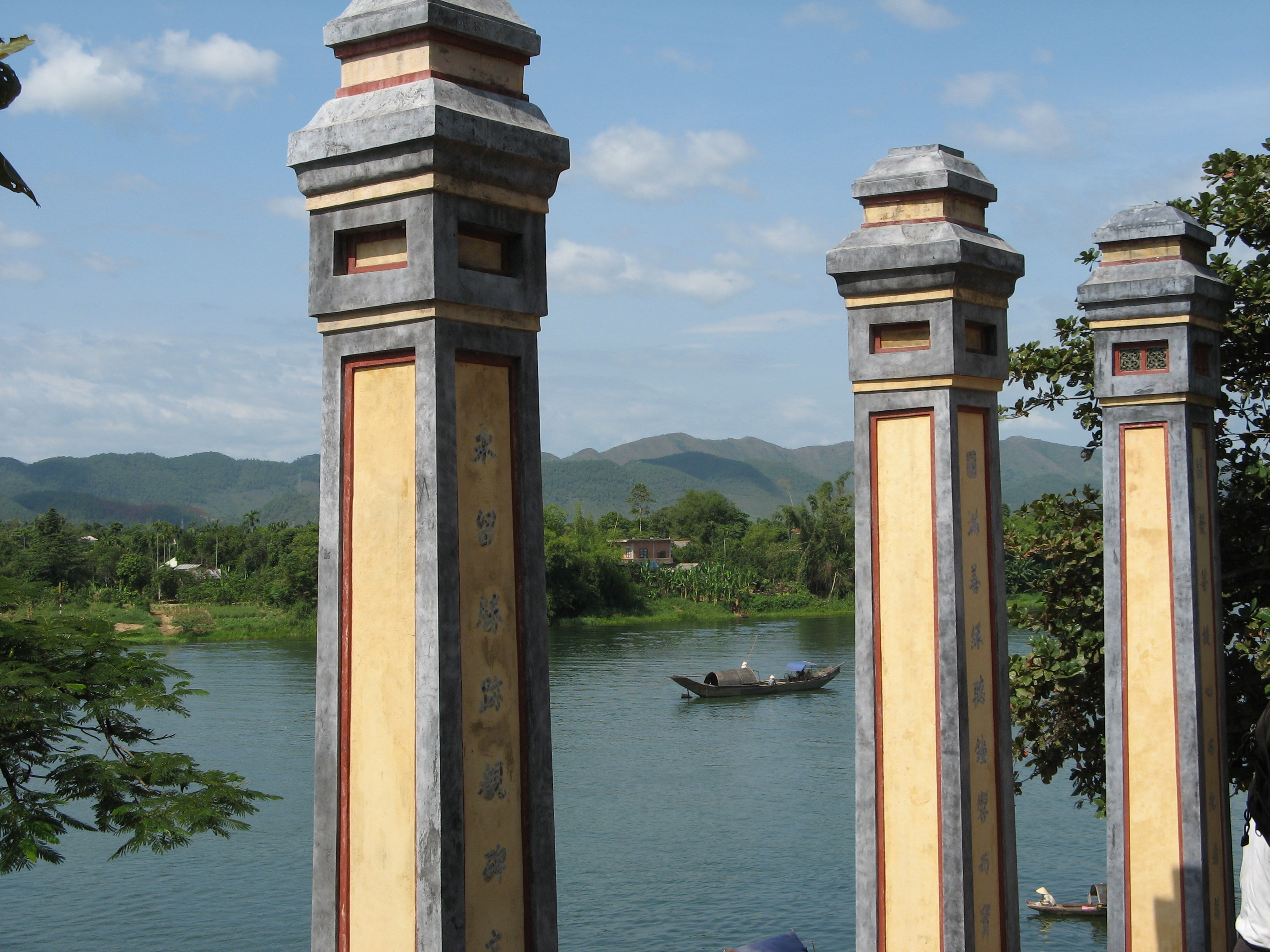
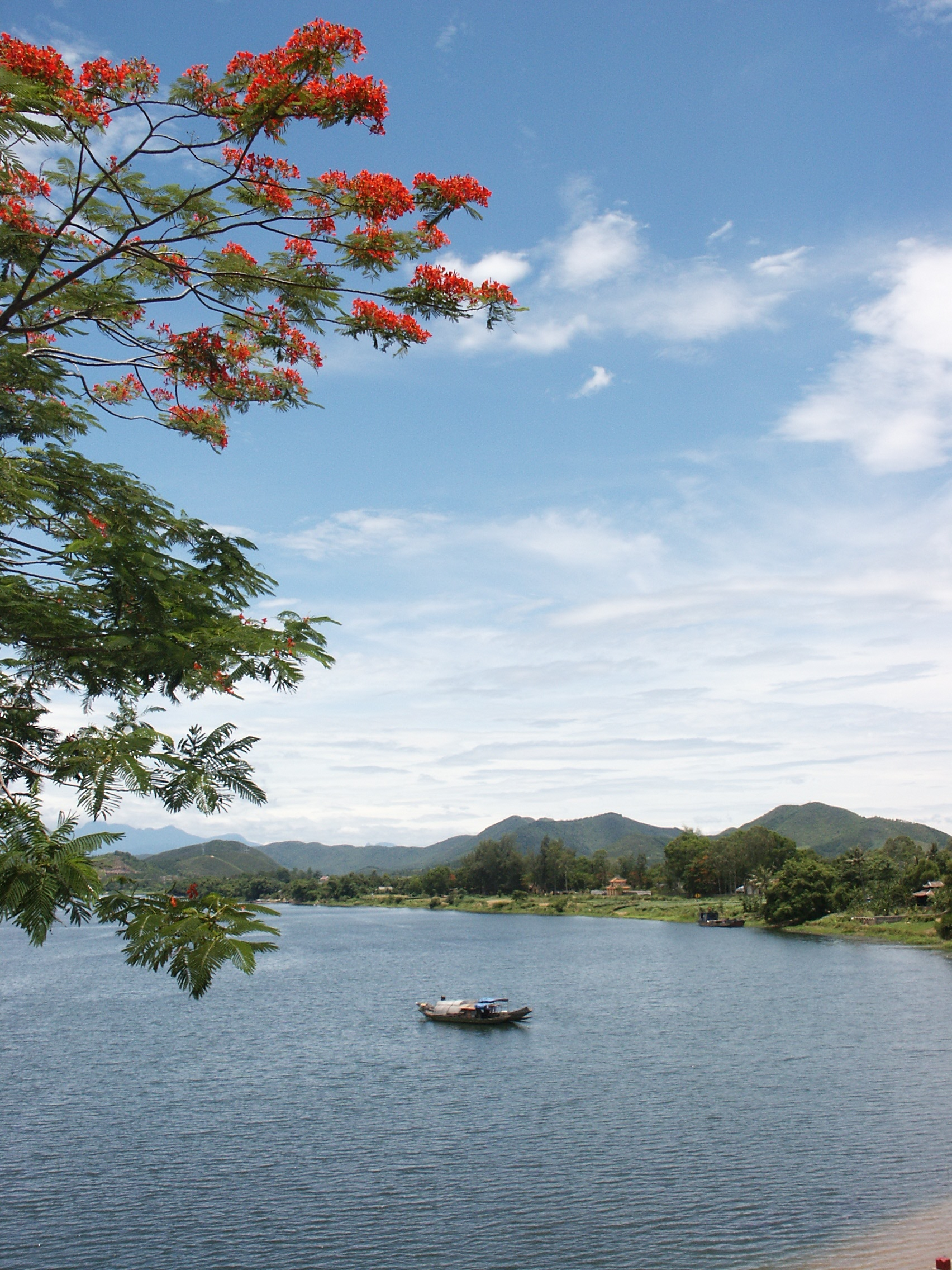
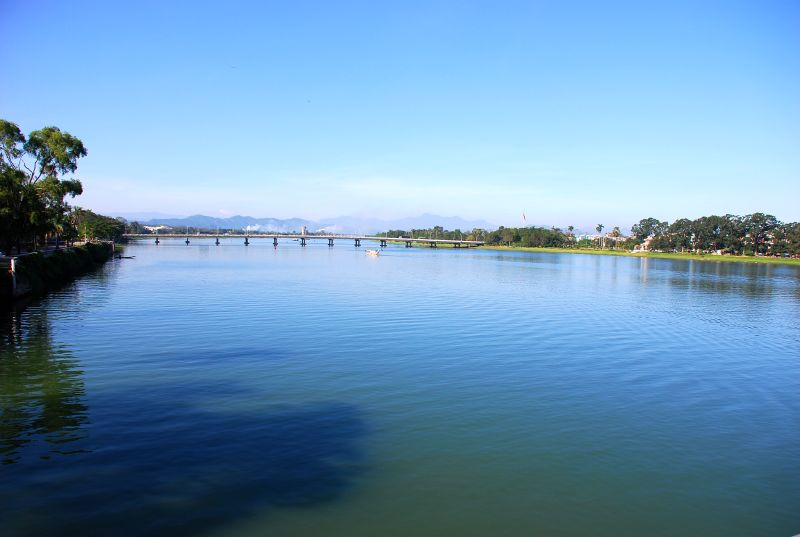